# Charles Alexis Brûlart de Genlis
Charles Alexis Brûlart de Genlis, né le 20 janvier 1737 à Paris, mort guillotiné le 31 octobre 1793 à Paris, est un maréchal de camp français du XVIIIe siècle, député de la noblesse sous la Révolution française.

## Biographie

### Famille
Charles Alexis Brûlart de Genlis est né le 20 janvier 1737 à Paris. Son père est Charles Brûlart (1705-1753), marquis de Genlis (terre située dans l'Aisne), et sa mère qu'il épouse en novembre 1726, est née Louise-Charlotte-Françoise de Hallencourt de Dromesnil (1710-1742), et n'a que 16 ans, elle est la fille d'Emmanuel Joseph, marquis de Dromesnil, et de Louise de Proisy de Morfontaines. Il est le neveu de Charles-François d'Hallencourt de Dromesnil et le filleul de Louis Philogène Brûlart de Sillery qui sera son tuteur après la mort de ses parents.
Charles Alexis est le deuxième enfant d'une fratrie qui comptera trois garçons. Son frère ainé est Charles Claude Brûlart, marquis de Genlis, né en 1733, qui fera une carrière militaire le menant au grade de Lieutenant général qui épouse le 14 avril 1765 Jeanne Maurice Pulchérie de Riotot de Villemur (née vers 1751). Son frère puiné est Louis-Marie Brûlart de Genlis né le 28 novembre 1738, il fut d'abord abbé commendataire de l'abbaye Sainte-Élisabeth de Genlis avant que de devenir officier d'infanterie dans le régiment du Roi. Il meurt à Paris, rue Saint-Jacques le 19 mars 1761 de la petite vérole,.
Le marquisat de Genlis comprenait le bourg de ce nom, les villages d'Abbécourt, Viry-Noureuil, Ognes, Marest, les hameaux de Quaisne, Hatiémont et Dampcourt, les seigneuries de La Motte, Viry, Moulin-Chevreux, Coqueril-en-Beine et leurs dépendances, avec droit de haute justice et un revenu de 56 000 livres de rente. En 1771, il vend, moyennant 1.6000.000 livres, le marquisat de Genlis à Louis Alexandre Céleste d'Aumont, duc de Villequier, qui obtient en 1774 son érection en duché-pairie, sous le nom de Villequier-Aumont.

### Carrière militaire
Charles Alexis Brûlart a environ 13 ans lorsqu'il commence une carrière militaire en devenant membre d'un régiment qui part pour les Indes. À l'âge de 14 ans, il quitte ce régiment pour entrer dans la Marine royale française comme garde de la Marine.
En 1757, Charles Alexis, lieutenant de vaisseau âgé de 20 ans, subit de multiples blessures lors d'affrontements, ce qui lui vaut d'être promu au grade de capitaine. Plus tard, il est fait prisonnier par les Anglais lors du siège de Pondichéry en 1778.
Charles Alexis est nommé Gouverneur d'Épernay le 17 février 1786

### Député aux États généraux de 1789
Élu député de la noblesse aux États généraux, il est l'un des 47 députés de la noblesse ralliés au tiers état. Le 26 avril 1790, il fait partie des nouveaux membres du comité des recherches, avec : Poulain de Corbion, l'abbé Joubert, de Pardieu, Le Déan, Voidel, Cochon de l'Apparent, Payen-Boisneuf, Verchère de Reffye, Rousselet, de Macaye, Babey.
Il est réélu député à la Convention par le département de la Somme (1792).
Léonard-Alexis Autié dans ses Confessions le décrit comme « la créature la plus malléable que Dieu ait créée ; (...) sa femme est faite un peu plus homme que lui. »
Il est guillotiné le 31 octobre 1793, au nombre des vingt-et-un collègues girondins.

### Écrits
- Opinion de M. de Sillery, et projet de décret, sur l'admission des aspirans dans le corps de la marine militaire, Paris, Assemblée nationale, 1791, 14 p. (lire en ligne).

### Décoration
- Chevalier de l'Ordre royal et militaire de Saint-Louis

### Mariage et descendance
Charles Alexis épouse le 8 novembre 1763 Félicité du Crest de Saint-Aubin, connue comme "Mme de Genlis" (Issy l'Evêque, 21 janvier 1746 - Paris, 31 décembre 1830), gouvernante du futur Louis-Philippe Ier, avec laquelle il aura trois enfants :
- - Caroline Jeanne Séraphine Brûlart de Genlis (1765-1786), mariée le 18 avril 1780 avec Charles de La Woestine, marquis de La Woestine, dont postérité, dont Anatole de La Woestine ;
  - Edme Nicole Pulchérie Brulart de Genlis (1767-1847), mariée le 3 juin 1784 avec Cyrus de Timbrune de Valence (1757-1822), dont postérité ;
  - Casimir Charles Philogène Brulart de Genlis (1768-1773).

## Postérité
Au no 13, quai de Conti à Paris se trouve l'hôtel de Sillery-Genlis.